# Xã Dallas City, Quận Hancock, Illinois
Xã Dallas City (tiếng Anh: Dallas City Township) là một xã thuộc quận Hancock, tiểu bang Illinois, Hoa Kỳ. Năm 2010, dân số của xã này là 996 người.